# Cotoneaster multiflorus
Cotoneaster multiflorus là loài thực vật có hoa trong họ Hoa hồng. Loài này được Bunge mô tả khoa học đầu tiên năm 1830.

## Hình ảnh

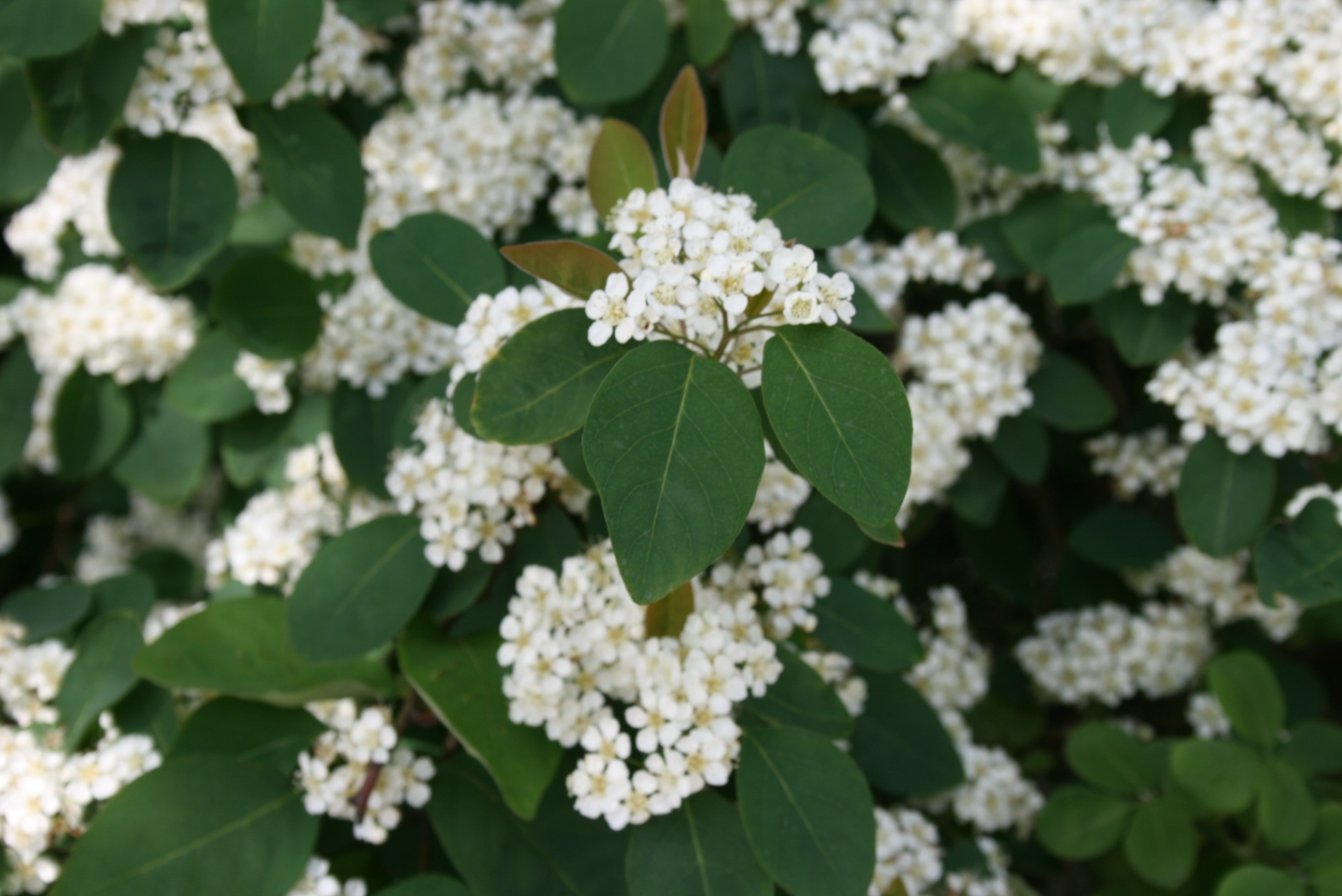
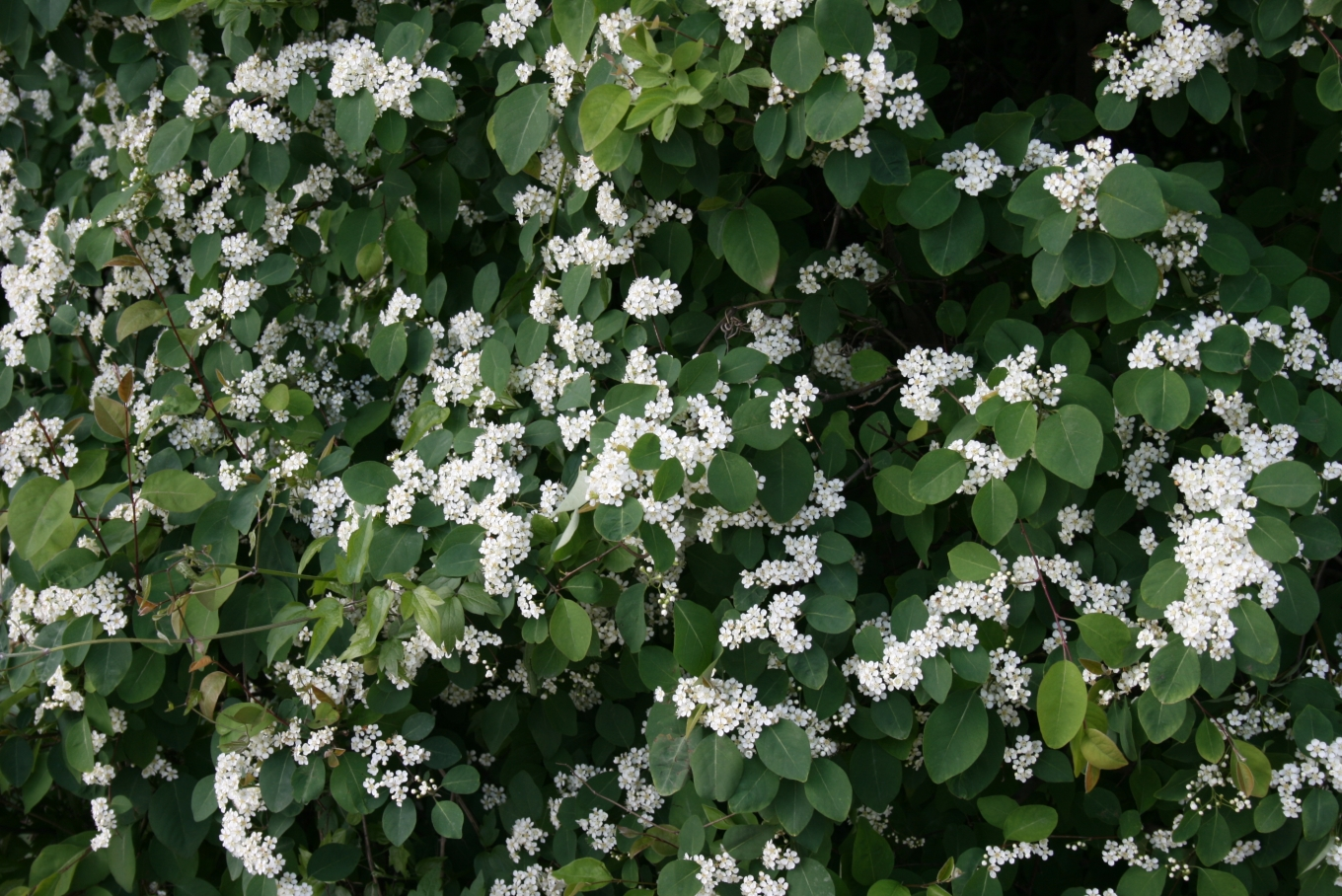